# Livets ax
Livets ax är en självbiografisk bok av Sven Delblanc som gavs ut 1991 på Albert Bonniers förlag. I boken berättar Delblanc om sina uppväxtår i Kanada och Södermanland. Delblanc skrev en första version av boken redan 1988, men avstod då från att ge ut den eftersom han ansåg att den var ”alltför pinsam att publicera”. Han ändrade sig senare och lät publicera boken. Att han inte hade kastat bort manuskriptet under tiden från att det skrevs tills han ändrade sig, menade Delblanc berodde på "en omedveten övertygelse, att boken måste ut".
När boken kom ut 1991 blev den en stor succé hos både kritiker och publik. Den belönades med Augustpriset 1991. I sin motivering beskrev juryn Livets ax som "en gripande och insiktsfull berättelse om en skräckfylld uppväxt och om ett maktlöst barns förmåga att inrätta sig i en ångestriden omgivning".
Bokens titel, Livets ax, syftar på ett barndomsminne från sensommaren 1934 då familjen Delblanc arbetade med att skörda ett vetefält vid floden Minitonas i Kanada. Den då treårige Sven Delblanc stoppade ett veteax i munnen och försökte svälja det. Han upplevde det till viss del mjukt och sött, samtidigt som det mestadels var bittert och hårt – en metafor för livet. Delblanc skriver:
| ” | Han gapar som ett yngel och smakar, han finner att något är mjukt och sött, det mesta bittert och hårt: han skriker. Det är ändå så han måste söka sig fram, nu sedan han lämnat moderns mjuka bröst. Lockande gyllengult är livets ax. Han sticker det i munnen och försöker svälja. Men detta är inte drypande modersspene, det är borstigt och vasst, det gör ont i hans hals, det kväljer, han hostar, skriker… | „ |